# Плъзгащ лагер
Плъзгащият лагер (от немски: Gleitlager) заедно с търкалящия лагер са най-често използваните видове лагери в машиностроенето.
При плъзгащия лагер двете подвижни части (вал и втулка) имат директен контакт. Вследствие силите на триене при плъзгане възниква съпротивление. Възникналото съпротивление може да се намали чрез избор на материали за частите на лагера с по-нисък коефициент на триене, чрез смазване или чрез създаване на смазочен филм, който напълно разделя контактните повърхнини. Когато контактните повърхнини се докосват, се появява износване, което намалява дълготрайността на лагера. Силата на триене предизвиква преобразуване на енергията на движение в топлинна енергия, която в някои случаи трябва да се отнеме от лагера.

## Видове според вида на триенето
Според устройството си лагерите се разделят на: само плъзгащи лагери (без смазка или с грес), хидродинамични плъзгащи лагери и хидростатични плъзгащи лагери. Видовете триене при плъзгащите лагери са сухо, полусухо и течно.

### Сухо триене при плъзгащите лагери
При плъзгащите лагери, работещи при сухо триене, се употребяват материали с нисък коефициент на триене. Понякога един от триещите елементи се изработва от материал с така нареченото „самосмазочно качество“ (например когато материалът е легиран с олово или калай, изработен от политетрафлуоретилен или техническа керамика). Вторият триещ елемент (при радиалните лагери почти винаги е валът) се изработва от стомана.

### Течно триене при плъзгащите лагери
При плъзгащите лагери, от които се изискват ниски загуби на енергия и висока дълготрайност (например при турбини и генератори), се прилага пълно смазване, при което се осъществява течно триене. Смазочната течност трябва да се подава под налягане, за да се осъществи разделяне на двете контактни повърхнини. При хидростатичните лагери се използва маслена помпа. При хидродинамичните лагери налягането на смазочната течност възниква благодарение на високите обори на въртене. Това обаче означава, че при започване и при спиране на въртенето не е налично налягане и лагерът минава през зоната на полусухо триене.

### Полусухо триене при плъзгащите лагери
При хидродинамичните плъзгащи лагери настъпва полусухо триене при високо натоварване и ниски обороти. При кривата на Щрибек това е областта вляво на минимум. Дясно от минимум се намира областта на безконтактното хидродинамично триене. В положение на полусухотриене в хлабината на лагера се намира тънък маслен филм, който запълва микрограпавините на контактните повърхнини, вследствие на което само върховете на грапавините се докосват.

## Материали за производство на плъзгащи лагери
Типичният плъзгащ лагер е радиален, чийто вал е изработен от стомана и е закален.
Валът е обграден от лагерната втулка, чиято материал може да бъде съвсем различен. Например:
- Бронз (сплав от мед и калай);
- Бабит (сплав от олово и калай);
- Алуминиеви сплави;
- Пластмаса (например политетрафлуоретилен);
- Техническа керамика;
- Месингови сплави;

Лагерната втулка се изработва от по-мек материал в сравнение с вала, за да може износването да настъпи във втулката. Нейната смяна е по-лесна и по-евтина от смяната на вала. Тя се изработва от две разглобяеми части, които могат да се отстранят от вала в радиална посока.

### Графитен лагер
Графитът (въглерод) е подходящ за плъзгащи лагери, защото неговото триене има самосмазочен ефект. Графитните лагери са подходящи за приложения, при които се налага протичане на ток през лагера, нещо което трябва да се избягва както при другите плъзгащи лагери, така и при сачмените лагери. Протичането на ток през контактните зони на различните метални сплави довежда до тяхното увреждане.
При този тип лагери трябва да се обърне внимание, че при по-високо натоварване и при високи температури се наблюдава увеличаване на коефициента на триене. Все пак графитните лагери са приложими при толкова високи температури, при които смазаните с грес лагери отказват.

### Керамичен лагер
Като керамичен материал е характерно да се използва силициев карбид. Характерното приложение на този тип лагери е в помпи, като при по-големите керамиката е подсилена с нишки. Плъзгащите лагери се намират в корпуса на помпата и се смазват от работния флуид. Високият клас на корозионна устойчивост и високата твърдост допринасят за ниско износване. Проблеми обаче настъпват при „сух ход“ на помпата.

### Пластмасов лагер
Още през 1869 г. Даниел Спил описва целулоида като подходящ материал за производство на зъбни и ремъчни колела, както и за плъзгащи лагери.
Съвременните пластмасови лагери се състоят от специални самосмазващи се пластмаси. Те са способни да поемат малки до средни лагерни сили. За разлика от другите материали, при тях опасността от задиране е твърде малка. Този тип лагери се причисляват към най-важните представители на плъзгащи лагери, при които не се изисква смазване и обслужване.
Лагерите са изградени от така наречените композитни материали, които се състоят от основен полимер и уякчаващи материали (например влакна), както и от добавени твърди смазочни вещества или масла. По време на работа на лагера тези смазочни вещества се разпространяват по повърхността на лагера и намаляват триенето и износването. Най-често лагерите се изработват от политетрафлуоретилен, тъй като тази пластмаса има нисък коефициент на триене в сравнение с други материали (в т.ч. и стоманата).
Съществуват много варианти на пластмасови плъзгащи лагери според желаните качества. По принцип те са корозионноустойчиви, работят без смазване и не са чувствителни към замърсяване. За специфични приложения производителите предлагат специални лагери, които са електропроводими или подходящи за хранително-вкусовата промишленост.

### Металокерамичен лагер
Синтерованите от бронз или желязо лагерни втулки са по-неуплътнени от масивните. В техните пори може да се съхранява смазочна течност. При загряване на лагера е възможно смазочната течност да се изпари през порите на лагерната втулка. При това положение се налага подновяване на омасляването.
Металокерамичните лагери намират приложение в много малки електромотори (например в охлаждащите вентилатори на персоналните компютри).

## Видове повреди на плъзгащите лагери[1]
Плъзгащите лагери най-често се повреждат от износване на триещите повърхности – шийката на вала и лагерната черупка, пета̀та и опорната повърхност. Износването на лагера отначало по време на сработването е голямо, а след това има линеен характер. С увеличаване на натоварването нараства и износването и над определена стойност настъпва задиране. При задирането частици от мекия материал на лагера се заваряват към повърхността на вала и надират лагерната повърхност. Това повишава грапавините, и износването бързо, катастрофално нараства. Задирането е една от опасните повреди на плъзгащия лагер.
От триенето се получава топлина, която загрява лагера. Получената топлина се отвежда по три начина:
- топлоотдаване – топлината се предава на околната среда чрез лагерната повърхност;
- топлопроводимост – чрез лагера или вала на лагера топлината се предава на другите части на машината;
- охлаждане – чрез обдухване с вентилатор, охлаждане с преминаващо през лагера масло и др.

При започване и спиране на работа лагерите, които работят в условията на хидродинамично мазане, преминават през областта на полусухото триене, затова те трябва да бъдат проверявани срещу задиране и загряване.
При големи скорости има опасност от местни прегрявания на връхчетата на грапавините, което би довело до запалване на мазилното вещество.